# Leonardo Chiariglione

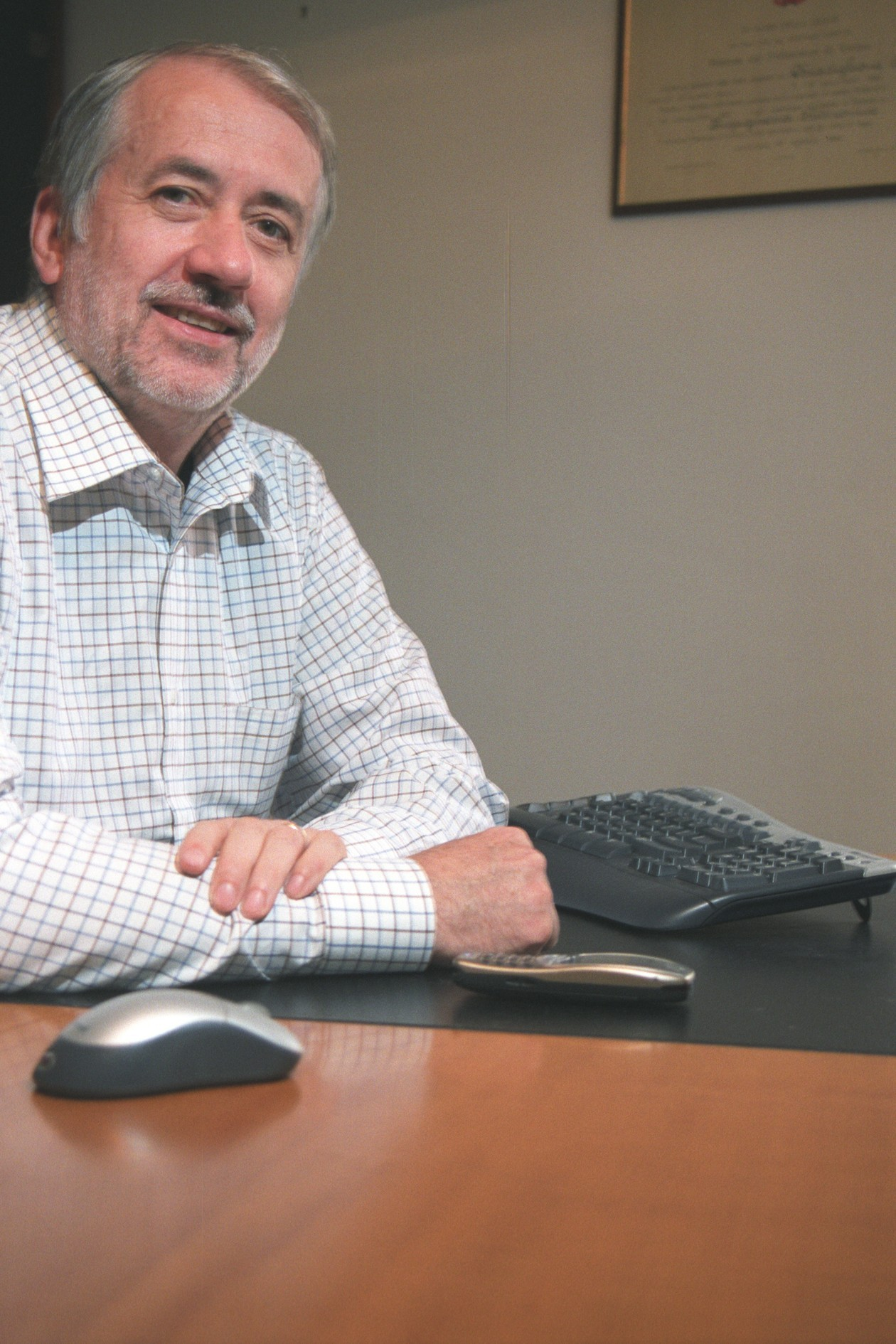
Leonardo Chiariglione

Leonardo Chiariglione (* 30. Januar 1943 in Almese) ist ein italienischer Informatiker.
1988 gründete er zusammen mit Hiroshi Yasuda die MPEG-Gruppe, die aus 300 Fachleuten aus 20 Ländern der Welt besteht. Die Gruppe entwickelte Standards wie MPEG-1, MPEG-2, MP3, MPEG-4 oder MPEG-7. Als deren Präsident trat er im Juni 2020 zurück.

## Leben
Er erwarb einen Masterabschluss in Elektrotechnik an der Politecnico di Torino (1967), dann erhielt seinen Ph.D. Abschluss an der Universität von Tokio im Jahr 1973. Anschließend arbeitete er im Forschungszentrum CSELT ab 1971 bis 2003. Chiariglione spricht fünf Sprachen, darunter Deutsch, Japanisch, Englisch und Französisch.
Er führte viele europäische Kooperationsprojekte, wie beispielsweise IVICO, COMIS und EU 625. Eines der bekanntesten Projekte begann 1988. Das war die Aktivität von ISO-Standardisierung, die als MPEG (Moving Picture Experts Group oder) (offiziell ISO TC97 / SC2 / WG8 / MPEG, jetzt ISO-IEC JTC1 / SC29 / WG11) bekannt wurde.
Er ist CEO von Cedeo.net (Stand März 2016).

## Auszeichnungen und Ehrungen
- Chiariglione hat die IBC 1999 John Tucker Award IEEE Masaru Ibuka Consumer Electronics Award (1999), Kilby International Award (1998) und IET Faraday-Medaille (2012) erhalten.
- Er wurde zum Gastprofessor an der Informations- und Kommunikations University, Daejeon, Korea im Jahr 2004 ernannt.
- Chiariglione wurde als Ehrenmitglied der Society of Motion Picture and Television Engineers (SMPTE) im Oktober 2014 ernannt.

## Schriften
- The MPEG digital representation of information. Springer, New York/London 2010, ISBN 978-1-4419-6183-9.
- The MPEG representation of digital media. Springer, New York 2012, ISBN 978-1-4419-6184-6.